# Federació Europea d'Halterofília
La Federació Europea d'Halterofília (en anglès, European Weightlifting Federation, EWF) és l'organització que es dedica a regular les normes de l'esport d'halterofília en l'àmbit competitiu dins d'Europa, així com celebrar a periòdicament competicions i esdeveniments. És una de les cinc organitzacions continentals que conformen la Federació Internacional d'Halterofília. Es va fundar el 20 de setembre de 1969 a Varsòvia (Polònia) per 19 països. Té la seu a la Ciutat de San Marino (San Marino).
Les principals competicions que organitza són:
- Campionat Europeu d'Halterofília
- Campionat Europeu d'Halterofília Juvenil

## Estats que són membres
El 2007 l'EWF compta amb l'afiliació de 48 federacions nacionals.
| - Alemanya - Albània - Armènia - Àustria - Azerbaidjan - Bèlgica - Belarús - Bòsnia i Hercegovina - Bulgària - Croàcia - Xipre - Dinamarca | - Escòcia - Eslovàquia - Eslovènia - Espanya - Estònia - Finlàndia - França - Galícia - Geòrgia - Grècia - Hongria - Anglaterra | - Irlanda - Irlanda del Nord - Islàndia - Israel - Itàlia - Letònia - Lituània - Luxemburg - Malta - Moldàvia - Mònaco - Noruega | - Països Baixos - Polònia - Portugal - Txèquia - Romania - Rússia - San Marino - Sèrbia - Suècia - Suïssa - Turquia - Ucraïna |

## Organització
L'estructura jeràrquica de la federació està conformada pel president, el secretari general i els vicepresidents, el Cos Executiu i tres Comitès (el Comitè Tècnic, el Comitè Mèdic i el Comitè d'Auditoria).

### Presidents
| Núm. | Període     | Nom                  | País       |
| ---- | ----------- | -------------------- | ---------- |
| 1    | 1969 – 1983 | Janusz Przedpełski   | Polònia    |
| 2    | 1983 – 1987 | André Coret          | França     |
| 3    | 1987 – 1999 | Wally Holland        | Regne Unit |
| 4    | 1999 – 2008 | Waldemar Baszanowski | Polònia    |
| 5    | 2008        | Antonio Urso         | Itàlia     |